# Orzyny
Orzyny (niem. Erben, w jęz. pot. Orżyny) – wieś w Polsce położona w województwie warmińsko-mazurskim, w powiecie szczycieńskim, w gminie Dźwierzuty, wzdłuż drogi wojewódzkiej nr 600. Obok miejscowości znajdują się jeziora Arwiny oraz Łęsk.
W miejscowości znajdują się m.in. sklepy spożywcze, sklep przemysłowy, nowoczesna centrala telefoniczna Orange Polska, Szkoła Podstawowa oraz Biblioteka.

## Historia
Dawny duży majątek szlachecki, stanowiący część rozległych dóbr rycerskich Rańska. Do połowy XV w. wieś należała do rodziny Küchmeister von Sternberg. Na początku XVIII w. majątek został podzielony na kilka mniejszych, w tym wydzielono samodzielne dobra w Orzynach. W wieku XIX dobra ziemskie w Orzynach powiększone zostały o trzy folwarki. Na początku XX w. wśród właścicieli wymieniany jest m.in. baron von Paleske i hrabina von Mirbach z Sorkwit. W 1912 r. majątek liczący ponad 1000 ha nabył Fritz Wilke ze Słupska. W 1917 dobra ziemskie przeszły w posiadanie Rudolfa Wilke. W tym czasie wybudowany został pałac, położony nad brzegiem jeziora. W roku 1930 majątek został rozparcelowany, a w południowej części folwarku wybudowano kochówki.
W latach 1975–1998 miejscowość administracyjnie należała do województwa olsztyńskiego. W latach 1954–1972 wieś była siedzibą gromady Orzyny.
W 2019 roku na terenie wsi realizowano zdjęcia do serialu „Żmijowisko”.

## Zabytki
- Dwukondygnacyjny pałac, wzniesiony na początku XX w., z tarasem i ryzalitowym halle na osi.
- Fragmenty dawnego parku dworskiego.
- Wiejskie domy pochodzące z początków XX w.
- Czworaki (obecnie sklep)
- Szkoła, murowana z czerwonej cegły, składająca się z parterowego budynku z końca XIX w. i połączonego z nim piętrowego budynku z lat 30. XX w.